# 金溪 (富屯溪)

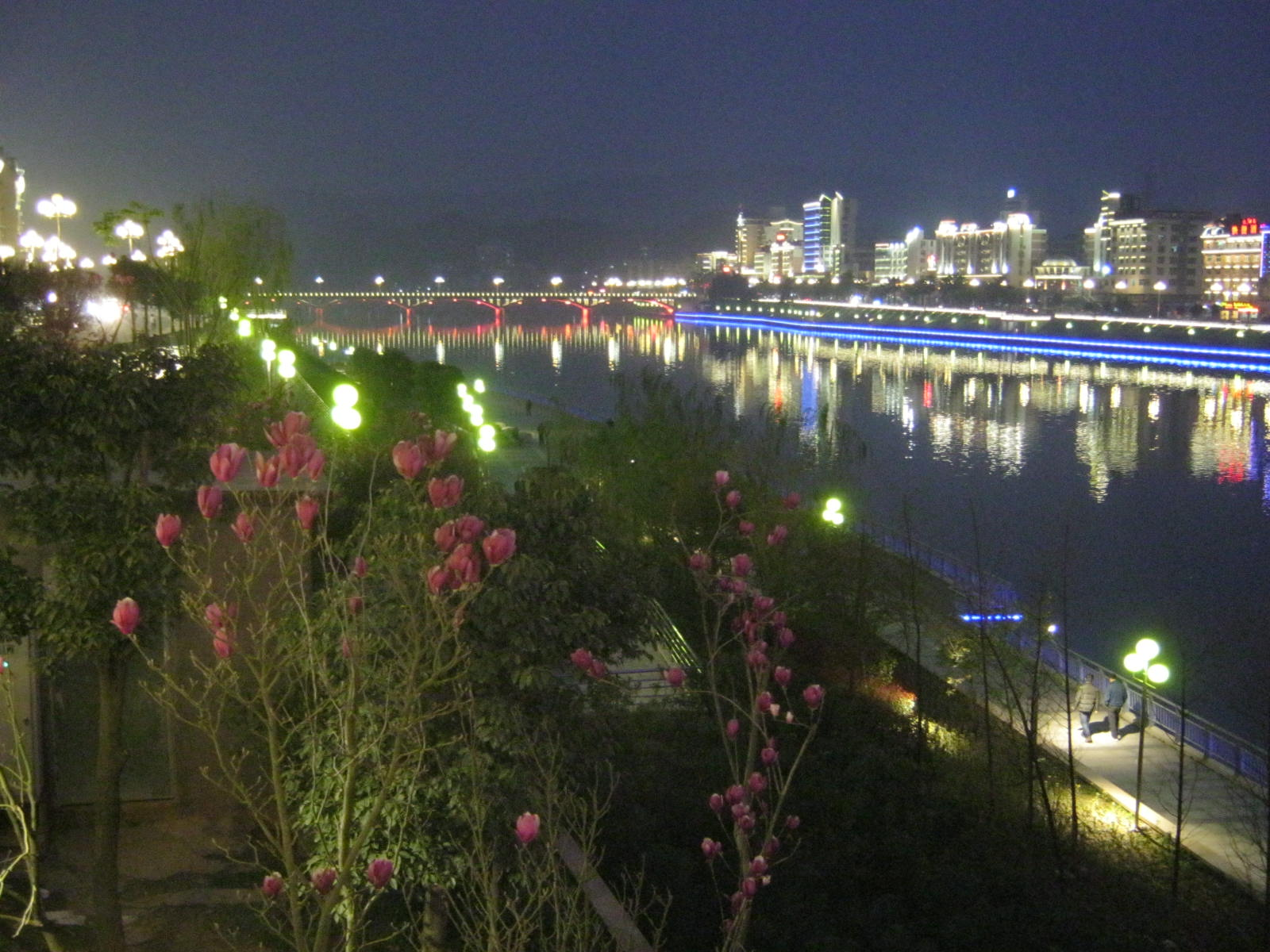
将乐县城河段

金溪，位于中华人民共和国福建省西部的一条河流，一般认为是闽江流域富屯溪的支流。源流称都溪，发源于建宁县西南客坊乡中畲村东北坳头附近，蜿蜒曲折向东，经伊家乡兰溪村附近称澜溪，经县城濉溪镇也称濉溪，之后流入泰宁县池潭水库，干流于泰宁县东南部开善乡池潭村以西出出库后继续向东流，横贯将乐县中部，最后于顺昌县汇入富屯溪。至此河长约254.4千米。
由于金溪长于富屯溪，《中国河湖大典·东南诸河、台湾卷》根据河源“唯远为长”的惯例，将金溪视为金溪-富屯溪的主流，金溪与富屯溪汇口处下游长约55.6千米，则金溪-富屯溪全长310千米，流域面积13733平方千米。